# Orodrassus coloradensis
Orodrassus coloradensis är en spindelart som först beskrevs av James Henry Emerton 1877.  Orodrassus coloradensis ingår i släktet Orodrassus och familjen plattbuksspindlar. Inga underarter finns listade i Catalogue of Life.